# La Voie sans disque
Pour plus de détails, voir Fiche technique et Distribution.
La Voie sans disque est un film dramatique français réalisé par Léon Poirier et sorti en 1933.

## Synopsis
En 1917, pendant la Première Guerre mondiale, Jean Carlier est chargé de la gestion de la ligne qui relie Djibouti  à Addis-Abeba. Des rebelles éthiopiens ayant l'intention de faire sauter un pont, un espion allemand tente de distraire Jean de sa mission, avec l'aide de Daïnah. 

## Fiche technique
- Titre : La Voie sans disque
- Réalisation : Léon Poirier
- Scénario : Léon Poirier, d'après le roman d'André Armandy paru en 1931
- Décors : Jean Laffitte
- Photographie : Georges Million
- Musique : Jacques Dallin
- Son : Marcel Royne
- Société de production : Comptoir Français du Film Documentaire
- Pays de production :  France
- Format : Noir et blanc - Son mono - 1,37:1
- Genre : Film dramatique
- Durée : 109 minutes
- Date de sortie : 
  - France : 12 mai 1933

## Distribution
- Gina Manès : Daïnah
- Marcel Lutrand : Jean Carlier
- Daniel Mendaille : Nicolaï
- Alexandre Mihalesco : Dikrane Mamoullian
- Camille Bert : Ephraïm Bey
- Frédéric Mariotti